# Arkham
Arkham è un'immaginaria città del Massachusetts inventata dallo scrittore Howard Phillips Lovecraft ispirandosi a Salem. Viene citata nei suoi racconti e in quelli dei suoi epigoni. È sede della Miskatonic University, spesso centro nevralgico di molti dei racconti di Lovecraft.

## Caratterizzazione
La posizione precisa di Arkham è sconosciuta, anche se probabilmente sorge non lontano dalle cittadine di Innsmouth e Dunwich. Ad ogni modo, dai racconti di Lovecraft si evince che si trova a nord di Boston, probabilmente nella contea di Essex.
Le principali caratteristiche di Arkham sono i tetti a mansarda delle sue abitazioni e l'insieme di oscure leggende che la circondano da secoli. Episodi come le misteriose sparizioni di bambini (presumibilmente assassinati in sacrifici rituali) e altri terribili avvenimenti sono accettati come parte della vita quotidiana dai cittadini di Arkham.
Il quotidiano più importante della città è l'Arkham Advertiser, distribuito anche nella vicina Dunwich. Fino al 1880, questo giornale era noto come Arkham Gazette.
La reale posizione di Arkham è stata a lungo oggetto di dibattito. Ad ogni modo è evidente che Lovecraft, nell'ideare questa città, pensò a Salem, famosa in tutti gli Stati Uniti per la caccia alle streghe del 1691.
Il manicomio di Arkham appare per la prima volta nel racconto La cosa sulla soglia e potrebbe essere stato ispirato dalla casa di cura chiamata "Danvers State Insane Asylum" di Danvers. Il manicomio appare anche nei racconti Il modello di Pickman e La maschera di Innsmouth.

## Apparizioni

### Nelle opere di Lovecraft
Arkham viene citata per la prima volta nel racconto breve Un'illustrazione e una vecchia casa (1920). Arkham appare altresì:
- Herbert West, rianimatore (1921-1922)
- Innominabile (1923)
- Il colore venuto dallo spazio (1927)
- L'orrore di Dunwich (1928)
- La maschera di Innsmouth (1931)
- La casa delle streghe (1932)
- Attraverso le porte della chiave d'argento (1932-1933)
- La cosa sulla soglia (1933)
- L'ombra calata dal tempo (1934-1935)

### In altre opere letterarie
Arkham appare anche nei racconti dei Miti di Cthulhu di autori successivi alla morte di Lovecraft. Tra di loro:
- Bloch, Robert. "The Creeper in the Crypt" (1937)
- Brennen, Joseph Payne. "Forringer's Fortune" (1975)
- Brunner, John. "Concerning the Forthcoming Inexpensive Paperback Translation of the Necronomicon of Abdul Alhazred" (1992)
- Campbell, Ramsey
  - "The Tomb Herd" (1986)
  - "The Tower from Yuggoth" (1986)
- Jens, Tina L. "In His Daughter's Darkling Womb" (1997)
- Lumley, Brian. The Transition of Titus Crow (1975)
- Price, Robert M. "Wilbur Whateley Waiting" (1987)
- Shea, Michael. The Color out of Time (1984)
- Smith, Clark Ashton. "Sono una strega" (19??)
- Thompson, C. Hall. "The Will of Claude Ashur" (1947)
- Wilson, F. Paul. "The Barrens" (1990)